# Caraorman
Caraorman (ukr. Караорман) – wieś w Rumunii, w okręgu Tulcza, w gminie Crișan. W 2011 roku liczyła 309 mieszkańców.